# Rosa Vindel
María Rosa Vindel López (Madrid, 28 de mayo de 1958) es una abogada y política española, diputada de la Asamblea de Madrid en su ii legislatura y senadora en las Cortes Generales desde su iv legislatura.

## Biografía
Licenciada en Derecho por la Universidad Complutense de Madrid, afiliada en 1982 a Alianza Popular, para continuar después en el Partido Popular. Senadora desde el 21 de noviembre de 1989, ha sido elegida ocho ocasiones (desde la IV hasta la XI legislatura), senadora por la circunscripción electoral de Madrid. De 1987 a 1991 fue también diputada en la Asamblea de Madrid. De su actividad en el Senado destaca haber sido vicepresidenta de la Comisión de Investigación del caso GAL (V legislatura), portavoz de la Comisión Constitucional (IX legislatura) y presidió las Comisiones de Justicia (VI legislatura), la Especial de Estudio sobre la Eutanasia (VI legislatura) y la también especial de Estudio sobre el Fenómeno de la Inmigración y Extranjería (VII legislatura).
Es hija del presentador de TVE Daniel Vindel.